# Charles Motte
Charles Ètienne Pierre Motte (* 2. November 1784 oder 1785 in Paris; † 5. Dezember 1836 ebenda) war ein französischer Zeichner von Porträts und Historien, Lithograf und Illustrator sowie Verleger von Drucken.

## Leben

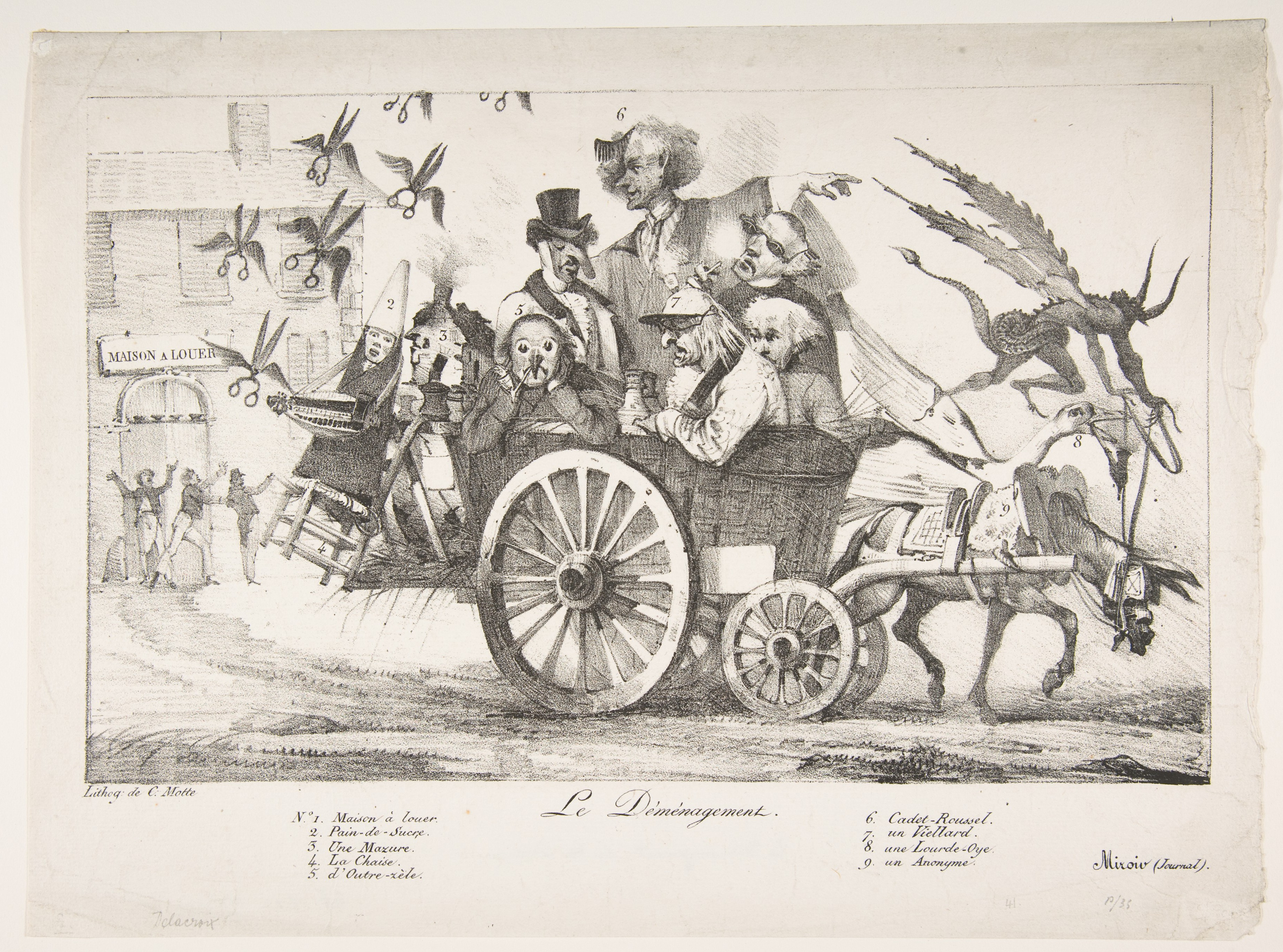
Le Déménagement de la Censure (Der Umzug der Zensur), um 1821, Lithografie von Charles Motte nach einer Zeichnung von Eugène Delacroix

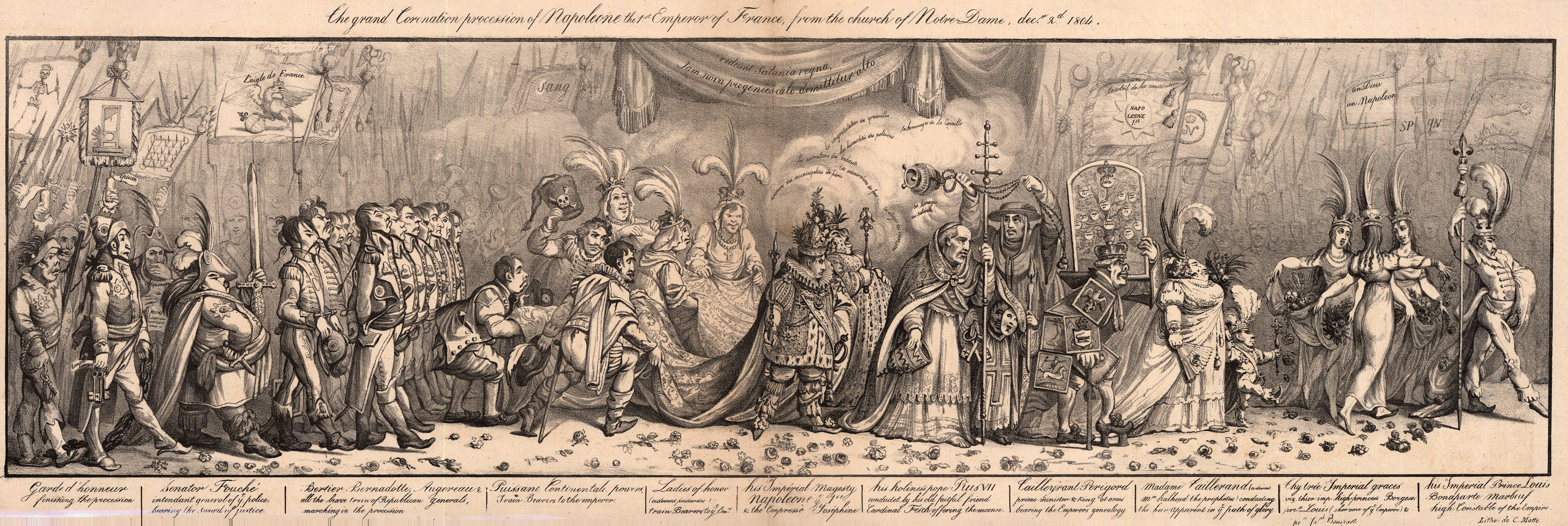
The grand Coronation procession of Napoleone the 1st Emperor of France, Lithografie von Charles Motte

Am 17. Oktober 1817 erhielt Motte, seit seiner Jugend Zeichner und Radierer, als einer der ersten seines Fachs die Lizenz, eine lithographische Anstalt zu betreiben. Sein in Paris ansässiger Betrieb druckte eine Vielzahl von Erzeugnissen, darunter etwa auch eine Barrikadenkarte  der Julirevolution von 1830 oder den lithografischen Teil des Werks Grammaire égyptienne von Jean-François Champollion. In den Jahren 1827 und 1831 war Motte auf dem Salon de Paris vertreten.
Motte war der Schwiegervater des Malers Achille Devéria.